# 白山
白山（はくさん）は、日本の北陸地方、白山国立公園内の石川県白山市と岐阜県大野郡白川村にまたがる標高2,702メートルの活火山。両白山地の北部に位置する加越山地（加賀山地）の最高峰である。富士山、立山とともに日本三霊山の一つである。日本百名山、新日本百名山、花の百名山および新・花の百名山に選定されている。

## 概要

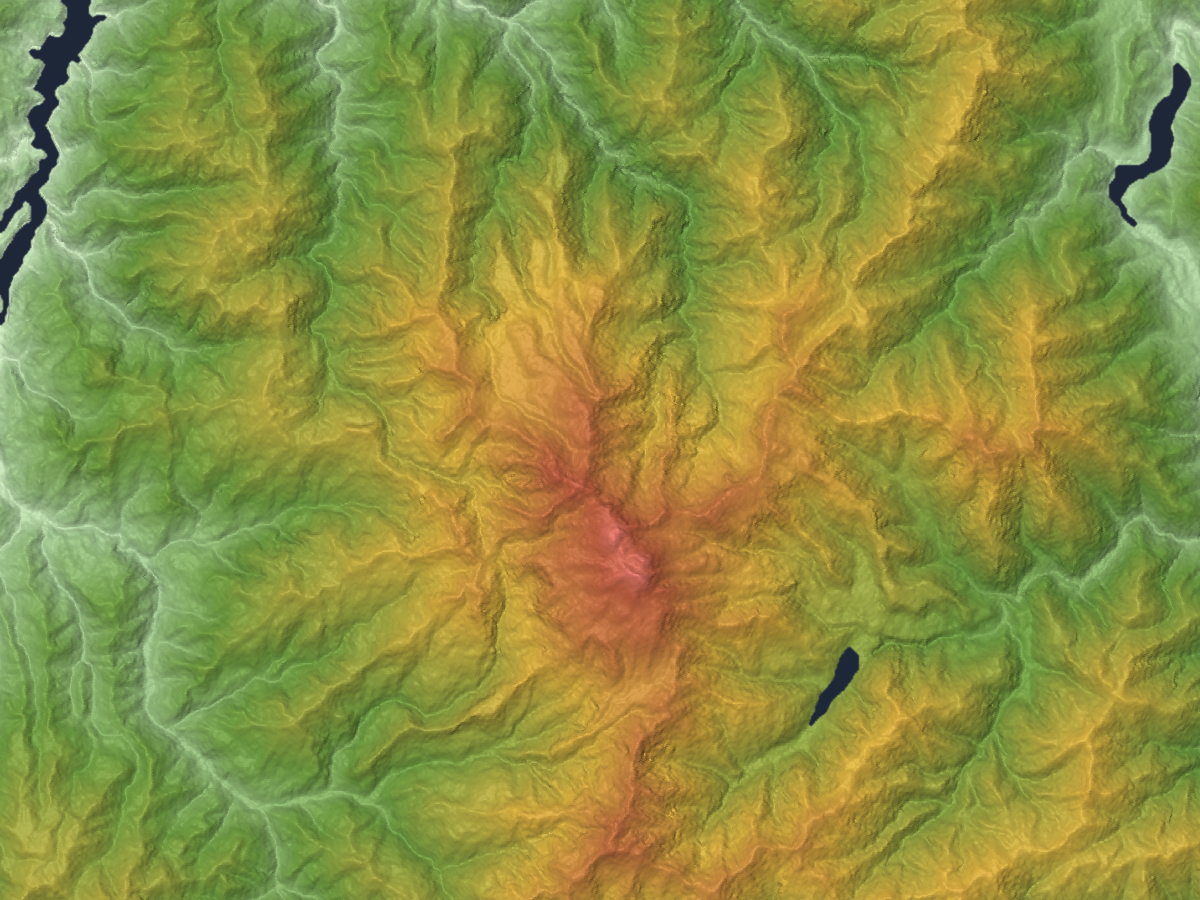
白山の地形図

白山は、富山県、石川県、福井県、岐阜県の4県にまたがる。山頂周辺は、成層火山となっている。30万年から40万年前から火山活動を始め1659年（万治2年）の噴火が最も新しい。白山とは、最高峰の御前峰（標高2,702メートル）・剣ヶ峰（2,677メートル）・大汝峰（2,684メートル）の「白山三峰（白山三山）」を中心とした周辺の山峰の総称である。よって厳密には単独峰ではないため、単に「白山」と称した場合は、その跨ぐ県境は石川・福井・岐阜・富山各県に及ぶ。また、別山・三ノ峰を加えて「白山五峰」という。「白山連峰」と呼ばれることもある。

### 三主峰
白山の山頂部は先述の御前峰、剣ヶ峰、大汝峰の三つの峰で形成されている。このうち大汝峰は古白山火山の噴出物、御前峰と剣ヶ峰は新白山火山の噴出物からなる。
最高点の御前峰（ごぜんがみね）には、一等三角点と白山比咩神社奥宮がある。1873年（明治6年）に白山山頂の社殿を白山比咩神社奥宮とし、1951年（昭和26年）に白山山頂部は白山比咩神社の境内地となった。
白山山頂には1937年（昭和12年）に矢作水力が奉納した方位盤があったが、2007年（平成19年）に落雷で破損したため工務店の倉庫で保管されていた。この方位盤は2023年（令和5年）12月に白山比咩神社境内の白山奥宮遥拝所に移設された。

### 山名の由来
「白山」の名は一年の大半を雪に覆われていることに由来するという。古くは都人から「越のしらね」あるいは「越のしらやま」と称され、『古今和歌集』の中でも「しらやま」として詠われた（凡河内躬恒「消えはつる 時しなければ 越路なる しら山の名は 雪にぞありける」など）。

## 歴史

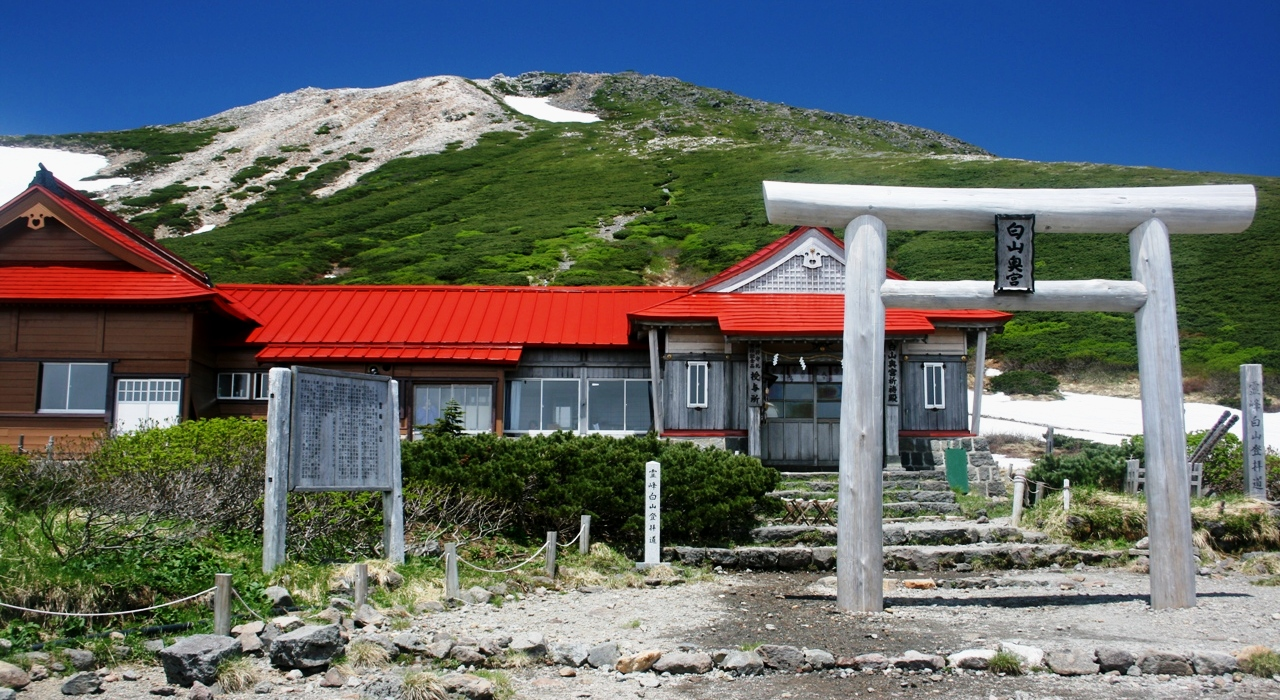
室堂から望む白山神社と御前峰

白山を霊峰とする白山信仰は古くからあり、中世には白山は白山修験の霊山として栄え、登山口には修験の道場がひらかれて白山信仰の全国的広がりのもととなった。日本各地に約2,700社の白山神社があり、白山比咩神社（石川県白山市）がその総本宮となっている。
- 717年（養老元年） - 泰澄上人が開山したと伝わる[11][17][18][注 4]。
- 832年（天長9年） - 越前・加賀・美濃の三方から白山への登拝道（禅定道）が開かれたという[14]。
- 848年（嘉祥元年） - 勅により神殿仏閣が造立され、鎮護国家の道場と定められる（『白山之記』）[19]。
- 1163年（長寛元年） - 白山比咩神社の最古の縁起書『白山記』（『白山之記』）で白山登拝の原型ができたとする[14]。
- 1183年（寿永2年） - 源義仲が倶利伽羅峠の戦いの戦勝により白山比咩神社に神馬を奉納。同年、源頼朝が神領の寄進を行う（『平家物語』）[19]。
- 1480年（文明12年） - 大火により白山比咩神社の40余りの堂塔伽藍がすべて焼失。末社三宮が鎮座していた現在地へ遷る[19]。
- 1554年（天文23年）4月1日 - 白山が噴火。以降1556年（弘治2年）に噴火が止むまで噴火が続く[20]。
- 1659年（万治2年）6月 - 白山が噴火、これが最も新しい噴火である[3][17]。
- 1668年（寛文8年） - 江戸幕府が白山麓18箇村を直轄領（天領）とする[14]。
- 1822年（文政5年） - 本草学者の畔田伴存が登山を行い、『白山草木志』に草本59、苔類7、木本26、虫3、魚1、鳥3、石1、土2、水3種を記載（白山最初の博物誌）[14]。
- 1871年（明治4年）8月23日 、 8月24日 - 　福井藩のお雇い外国人ウィリアム・エリオット・グリフィス（アメリカ人）が白山に登り、下山。外国人では初めての白山登山であった[21][22]。
- 1871年（明治4年）8月29日 - 廃藩置県。白山を含めた白山麓18箇村は当初は福井側とされたが、1872年（明治5年）以降は石川県に帰属することになった[14]。
- 1872年（明治5年） - 太政官布告により女人禁制が解かれ、鳥取県の女性が白山に初登頂したとされる[14]。
- 1873年（明治6年） - 白山山頂の社殿を白山比咩神社奥宮とする[14]。
- 1874年（明治7年） - ドイツ人の地質学者であるヨハネス・ユストゥス・ラインが白山に登頂し地質調査を行う[14]。

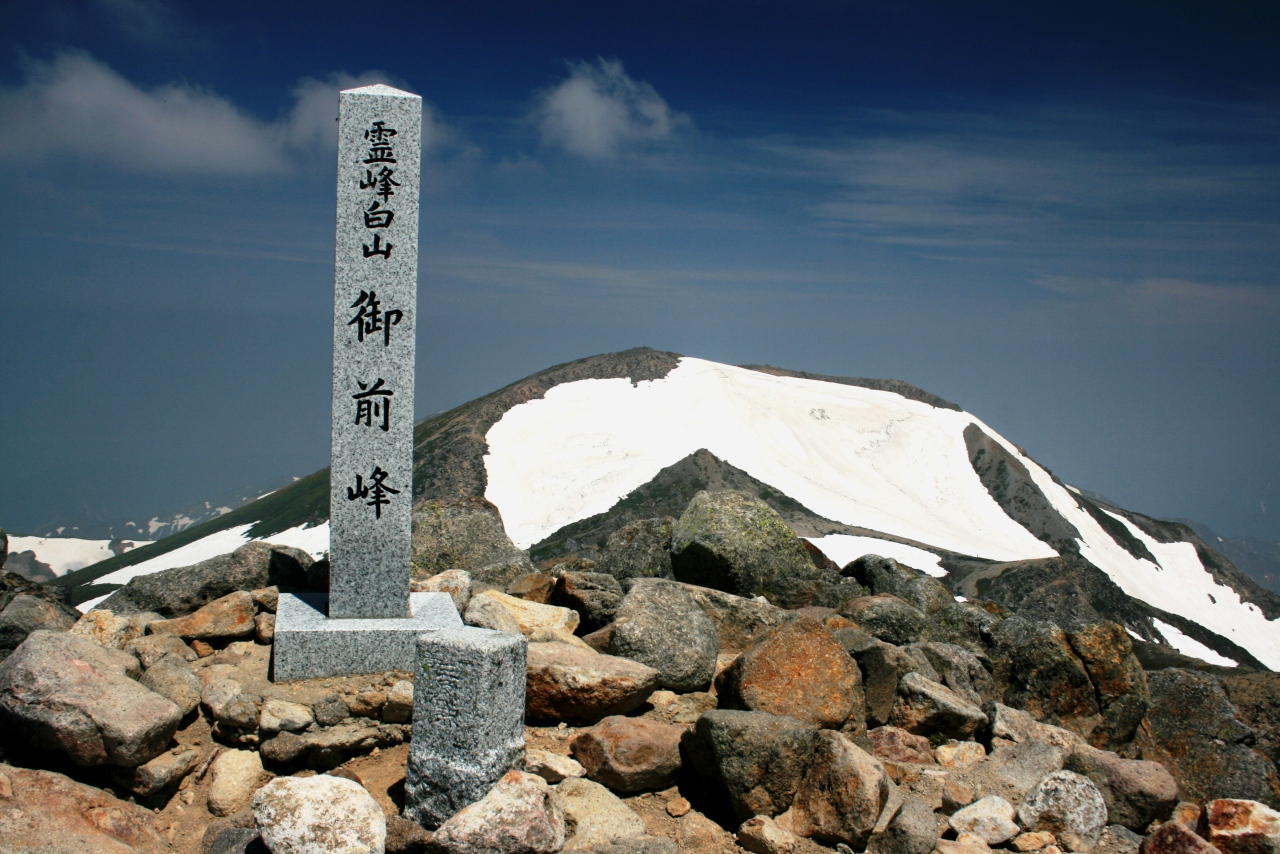
白山頂上の一等三角点

- 1893年（明治26年） - 山頂の三角点が一等三角点（点名は白山）に選定された。[要出典]
- 1925年（大正14年） - 白山比咩神社所有の白山縁起が国の重要文化財に指定された[注 5]。
- 1951年（昭和26年） - 白山山頂部が白山比咩神社境内地となる[14]。
- 1955年（昭和30年）7月1日 - 一帯が白山国定公園に指定[24]。
- 1962年（昭和37年）11月12日 - 白山国定公園を白山国立公園に指定変更[25][26][27]。
- 1977年（昭和52年）8月26日 - 白山スーパー林道（当時）が開通[28]。
- 1980年（昭和55年）8月22日 - 浩宮徳仁親王が別当出合から砂防新道を利用し登頂し、白山室堂に宿泊した[29]。
- 1980年（昭和55年） - 国内で初のユネスコエコパークに登録。
- 2002年（平成14年） - 白山室堂ビジターセンターリニューアルオープン[14]。
- 2003年（平成15年）7月1日 - 石川県出身の深田久弥が生誕100年である白山の山開きの日に、『山を愛した文学者深田久弥 生誕100年（北陸 石川）』の北陸ふるさと切手が、郵便局から発売された[30]。白山を背景に登山時の人物像が描写されている[31]。
- 2005年（平成17年）2月1日 - 松任市と石川郡美川町・鶴来町・河内村・吉野谷村・鳥越村・尾口村・白峰村が合併して白山市となった。
- 2009年（平成21年）6月2日 - 石川県白山自然保護センターが絶滅したとされていたライチョウの雌1羽を確認した。
- 2011年（平成23年）9月 - 白山手取川ジオパークが日本ジオパーク委員会から認定される[16][14]。
- 2023年（令和6年）5月24日‐白山市全域が白山手取川ユネスコ世界ジオパークに認定された。

## 地学

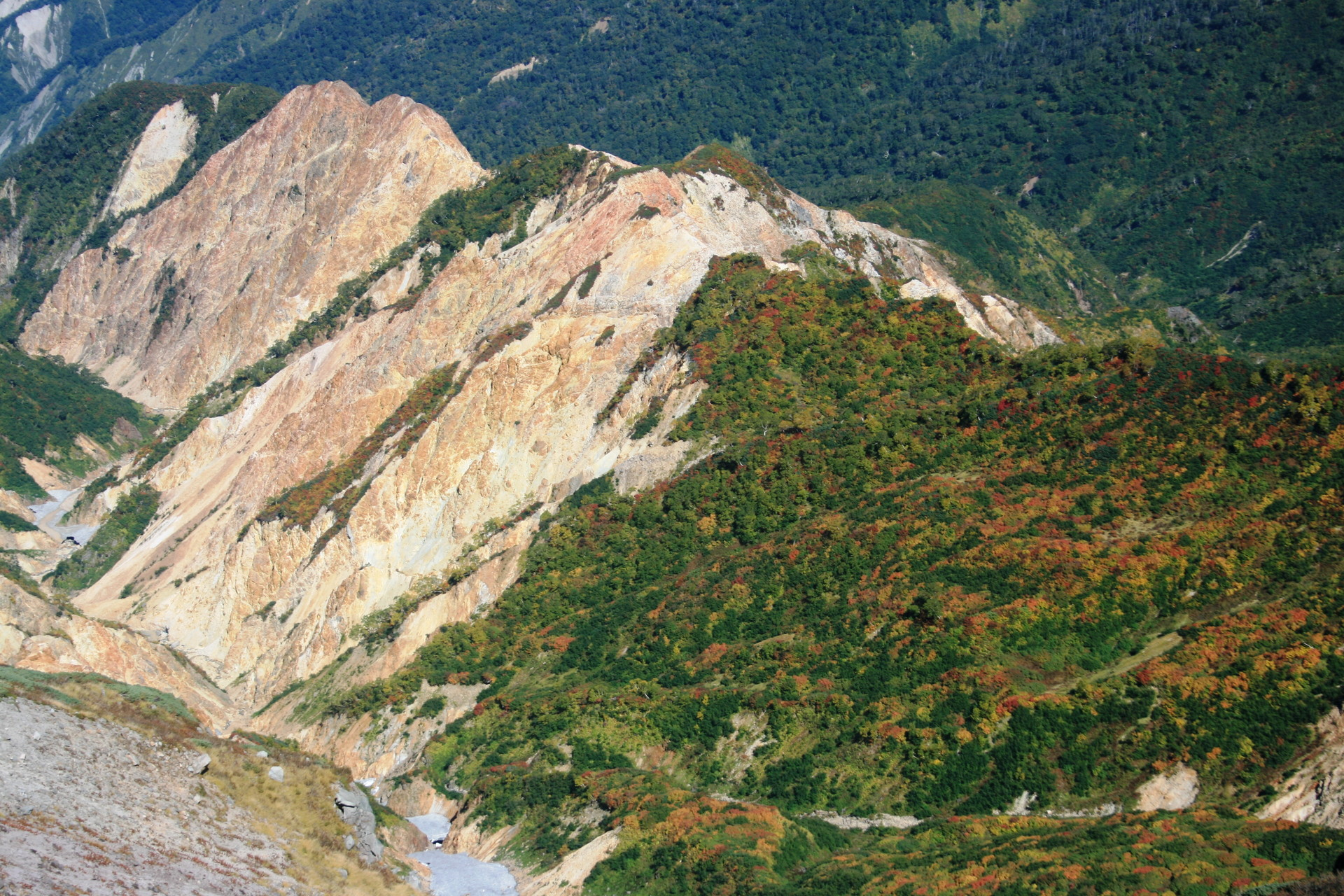
大汝峰から望む火の御子峰
（古白山火山の浸食跡）

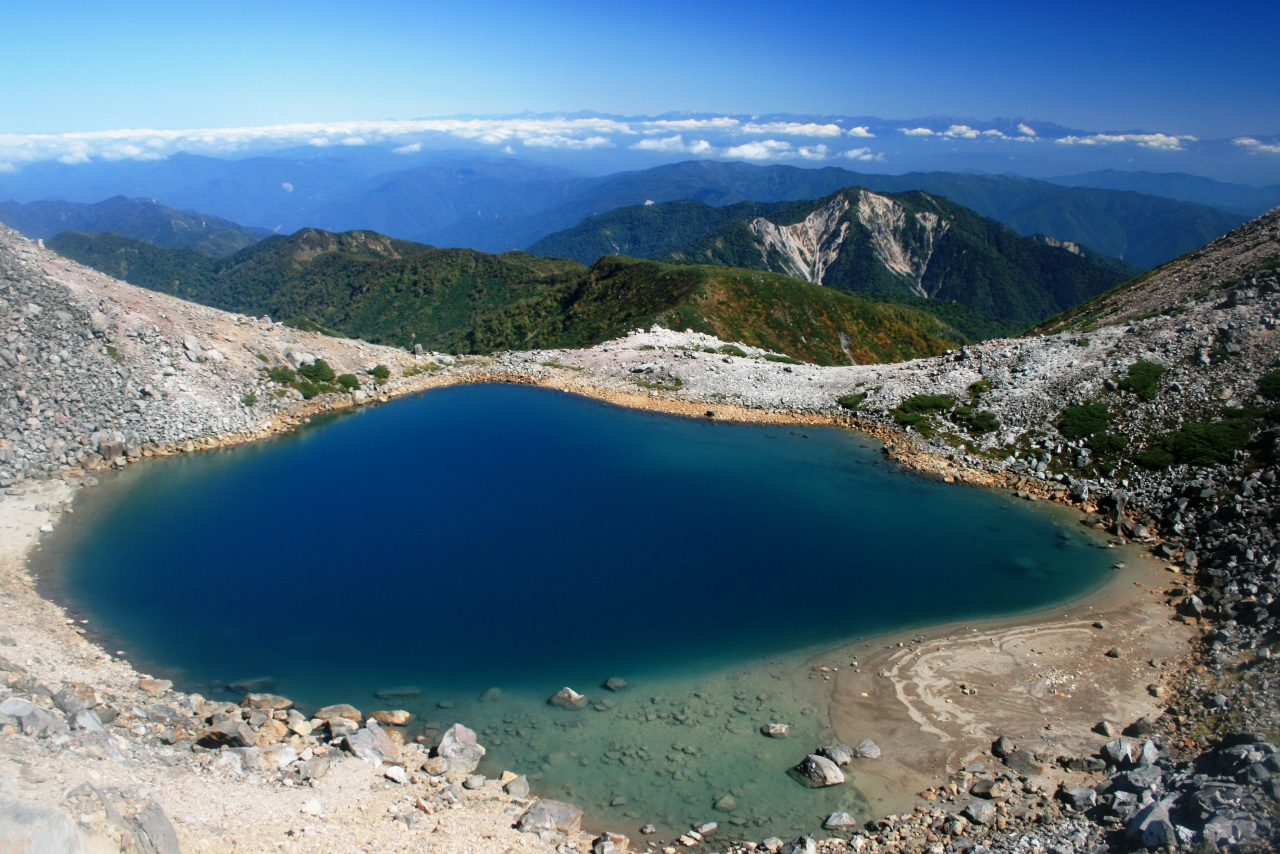
山頂部の火口湖の翠ヶ池
（新火山白山）

### 活火山
白山はランクCの活火山である。山頂部には、約15個の爆裂火口があり、一部が翠ヶ池などの火口湖となっている。翠ヶ池の南隣りにある鍛冶屋地獄火口が、最も新しい1659年の噴火で形成されたものと考えられている。
- 約40万年前 - 加賀禅定道の加賀室跡に成層火山の加賀室火山があったと推定されている[33]。
- 約10万年前 - 山頂北側の地獄谷（手取川水系中川の源流部）付近に、古白山火山が形成された。山体の大部分は浸食で失われ、地獄谷の東側の火の御子峰の荒れた岩肌にその一部を見ることができる。その地獄谷の下流には岩間の噴泉塔群がある。
- 約3 - 4万年前 - 現在の山頂部に新白山火山が形成された[9]。
- 約4,400年前 - 御前峰と剣ヶ峰にあった円錐形の火山は、東側に大崩落して、白水湖まで岩屑崩れが発生した。
- 約2,000年前 - 剣ヶ峰の溶岩ドームが形成された。
- 706年（慶雲3年） - 『続日本紀』に越前国での山火事の発生の記事がある（白山の噴火によるものとの見方もある）[13]。
- 1042年（長久3年） - 『白山之記』に加賀室（大汝峰と千蛇ヶ峰の間にあった室堂）に1人僧が残っていたところ、土砂が降ってきて室堂が埋まるのを目撃する記述がある（水蒸気爆発とみられる）[13]。
- 1547年（天文16年） - 5月末から頂上で焼出し、火煙や土砂が噴き出した（「猿丸又右ェ門家景由緒書」）[13]。
- 1554年（天文23年） - 2年間にわたって活発な火山活動が続いた[3]。『白山荘厳講中記録』などに詳しい火山活動の様子が記録されている。
- 1659年（万治2年） - 白山が噴火、これが最も新しい噴火である[3]。

### 地質
山域の南東部は中生代ジュラ紀の手取層群の角閃石安山岩と輝石安山岩などからなり、北西部は古第三紀から白亜紀後期の新期花崗岩類と濃飛流紋岩類などからなり、山頂付近は白山火山噴出物からなる。

### 化石
白山山麓周辺には、日本で数少ない中生代ジュラ紀の古い地層が分布し、日本を代表する恐竜の化石の出土地となっている。1874年（明治7年）にヨハネス・ユストゥス・ラインが、白山周辺で植物化石の採集を行った。桑島地区には化石でできた露頭があり、1957年（昭和37年）7月10日に桑島化石壁が国の天然記念物に指定された。

### 山頂部の池
白山の山頂部には複数の池があり、周辺を散策する登山道が山頂のお池めぐりコースとして整備されている。翠ヶ池と紺屋ヶ池は火口湖。
| 画像 | 名称     | よみ             | 説明                                                                                                  |
| ---- | -------- | ---------------- | --- |
|      | 翠ヶ池   | みどりがいけ     | 1042年の噴火で形成された火口湖。 岐阜県側にある周辺で最大の池。                                       |
|      | 紺屋ヶ池 | こんやがいけ     | 剣ヶ峰直下西にある火口湖。                                                                            |
|      | 油ヶ池   | あぶらがいけ     | 御前峰の御宝庫直下北にある。                                                                          |
|      | 血ノ池   | ちのいけ         | 御前峰と大汝峰との間にある。                                                                          |
|      | 千蛇ヶ池 | せんじゃがいけ   | 千蛇ヶ池雪渓（多年性雪渓）の雪解け後に現れる池。 白山を開山した泰澄の千蛇ヶ池の伝説が伝えられている。 |
|      | 百姓池   | ひゃくしょういけ | 池の周辺に高山植物が群生する。                                                                        |
|      | 五色池   | ごしきいけ       | 百姓池のすぐ北にある。                                                                                |

## 自然
白山一帯は国立公園（白山国立公園）に指定されている。白山の中腹は急峻なところが多く、道路もほとんどないため人跡未踏の場所も少なくない。また、国指定白山鳥獣保護区（大規模生息地）に指定されている（面積38,061ヘクタール）。周辺は豪雪地帯で、冬には山全体が真白になる。
山域の白山市と白川村は、「豪雪地帯対策特別措置法」により、特別豪雪地帯に指定されている。また山頂部には、カンクラ雪渓、水屋尻雪渓、千蛇ヶ池雪渓、ヒルバオ雪渓などの雪渓があり、夏の終わりまで雪が残っていて、万年雪となる所もある。室堂の下部付近から上は、森林限界のハイマツ帯となっている。山頂付近には、最大の翠ヶ池（みどりがいけ）、紺屋ヶ池（こんやがいけ）、油ヶ池、血の池、千蛇ヶ池（せんじゃがいけ）、五色池、百姓池の7つの火口湖がある。

### 植物

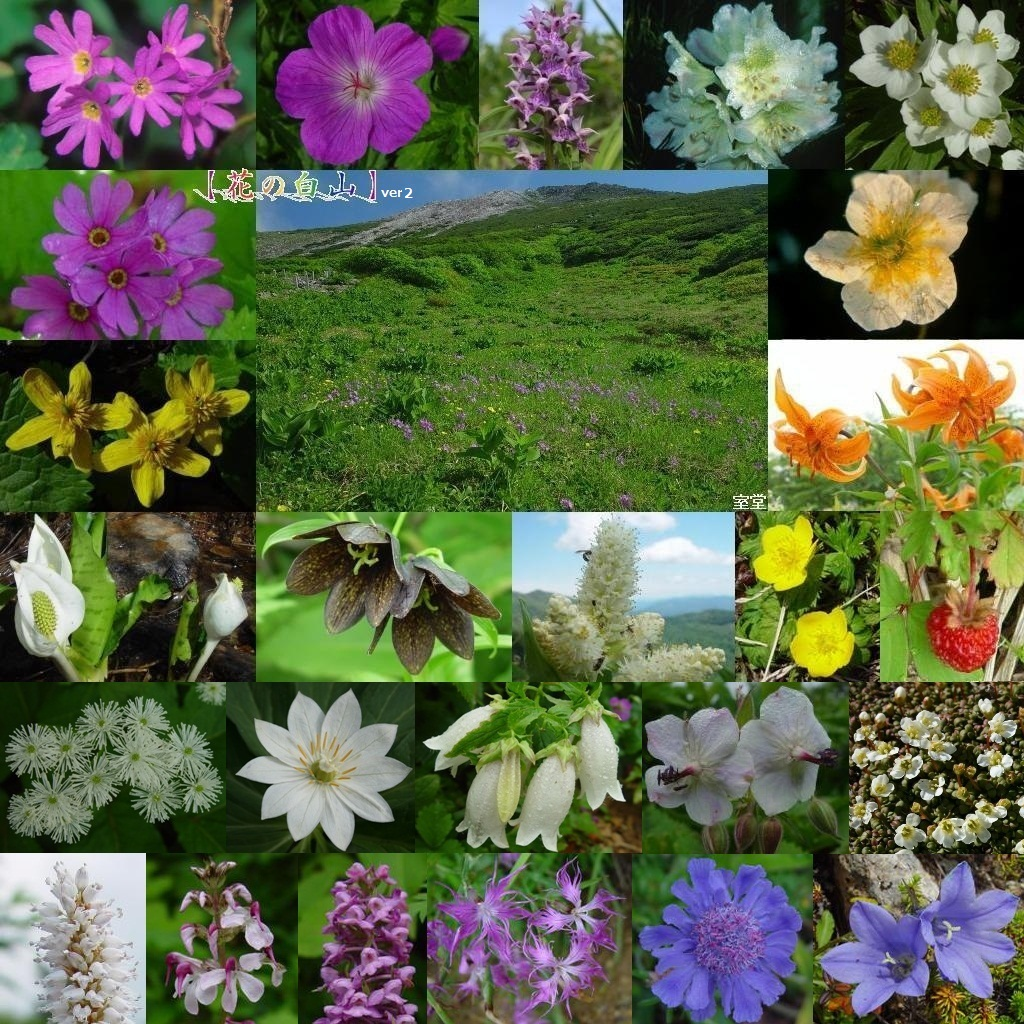
白山の高山植物

白山は日本有数の花の山としても知られ、砂防新道を登る場合、甚ノ助小屋を越えた辺りから、さまざまな高山植物の花畑が広がる。中でもクロユリは日本一の個体数と言われ、群生するさまはみごとである。クロユリは石川県の郷土の花にもなっている。白山の中腹にはブナの原生林が広がり、巨大なブナが林立し、中宮道では幹周5メートルを越えると言う、日本有数の巨木もある。近年、もともと白山には植生しないコマクサが見られるようになり、生態系を乱す行為として種の持ちこみが懸念されている。

### 「ハクサン」を冠する和名の植物の種
ハクサンコザクラ、ハクサンフウロ、ハクサンチドリ、ハクサンシャクナゲ、ハクサンイチゲ（右画像の上段）をはじめ「ハクサン」を冠する植物名は多く、ゴゼンタチバナも最高峰・御前峰に由来している。白山は日本で高山帯を有する山岳としてはもっとも西に位置している。
そのため早くから植物の研究が進み、「ハクサン」の名が付く植物が多い。別名を含め20種以上のハクサンを冠する種が自生している。
2010年に石川県環境安全部自然保護課は石川県の絶滅危惧種情報として、ハクサンイチゲ、ハクサンオオバコ、ハクサンスゲを絶滅危惧II類（Vulnerable, VU）に指定し、ハクサンイチゴツナギ、ハクサンコザクラ、ハクサンサイコ、ハクサンチドリ、ハクサンハタザオを準絶滅危惧（Near Threatened, NT）に指定している。岐阜県は、ハクサンアザミとハクサンオミナエシを準絶滅危惧に指定している。
環境省がレッドリストに指定している種はない。

### 動物

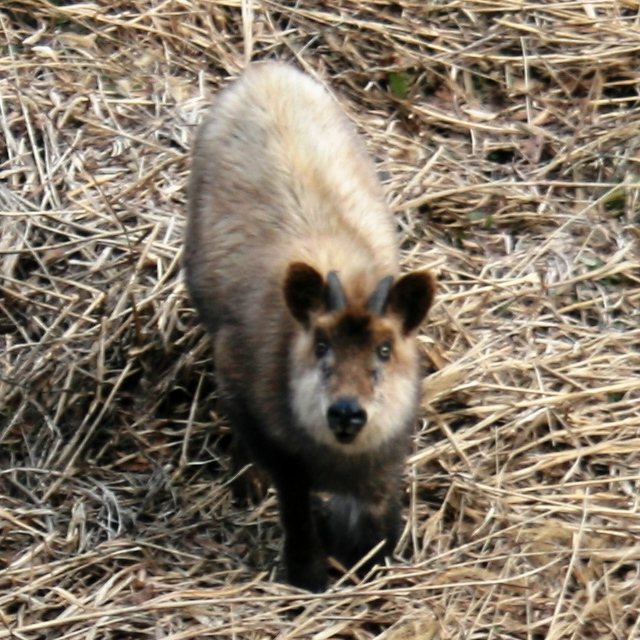
山腹に生息するニホンカモシカ

### 禅定道

白山禅定道

### 登山道

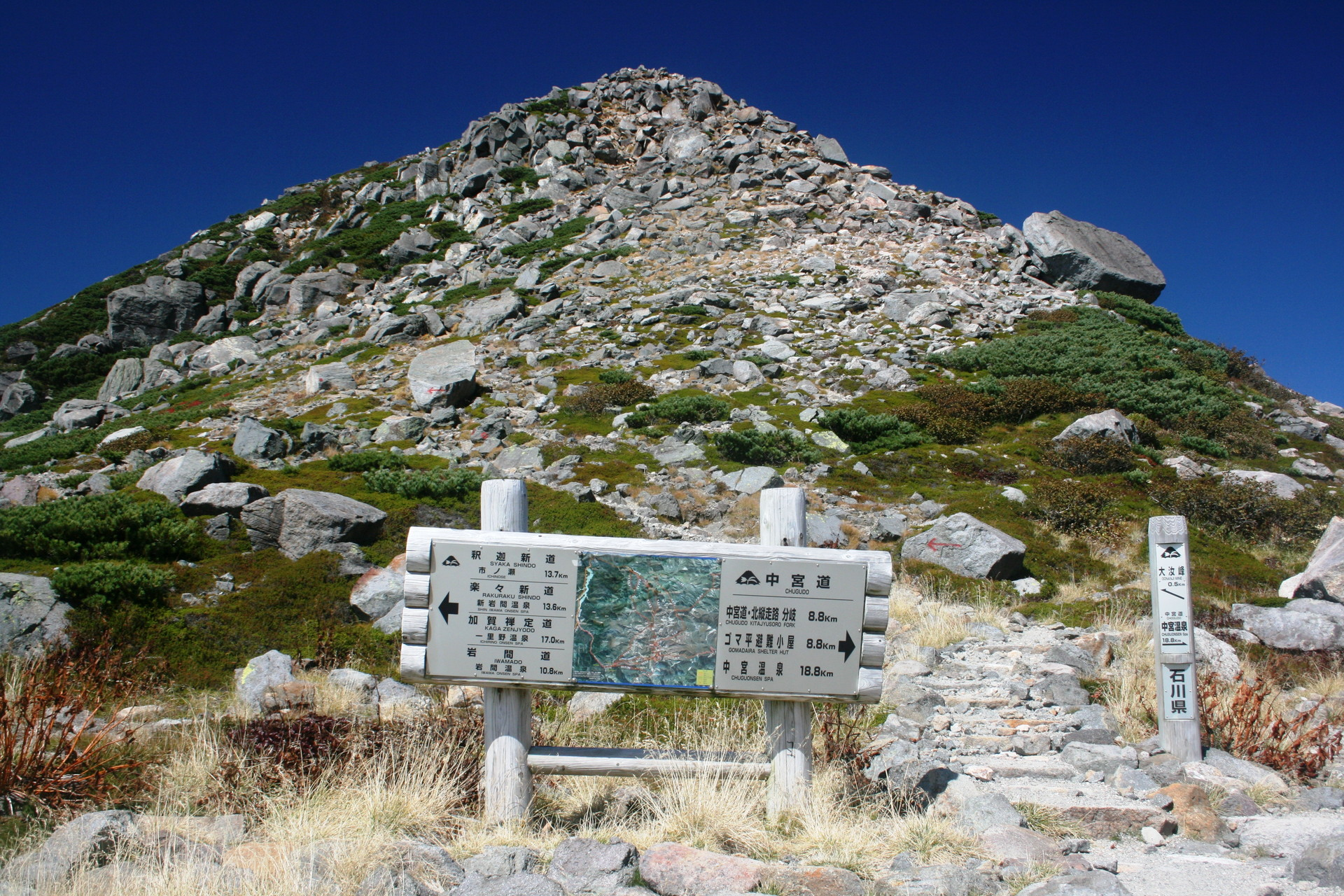
大汝峰と白山登山道の標識

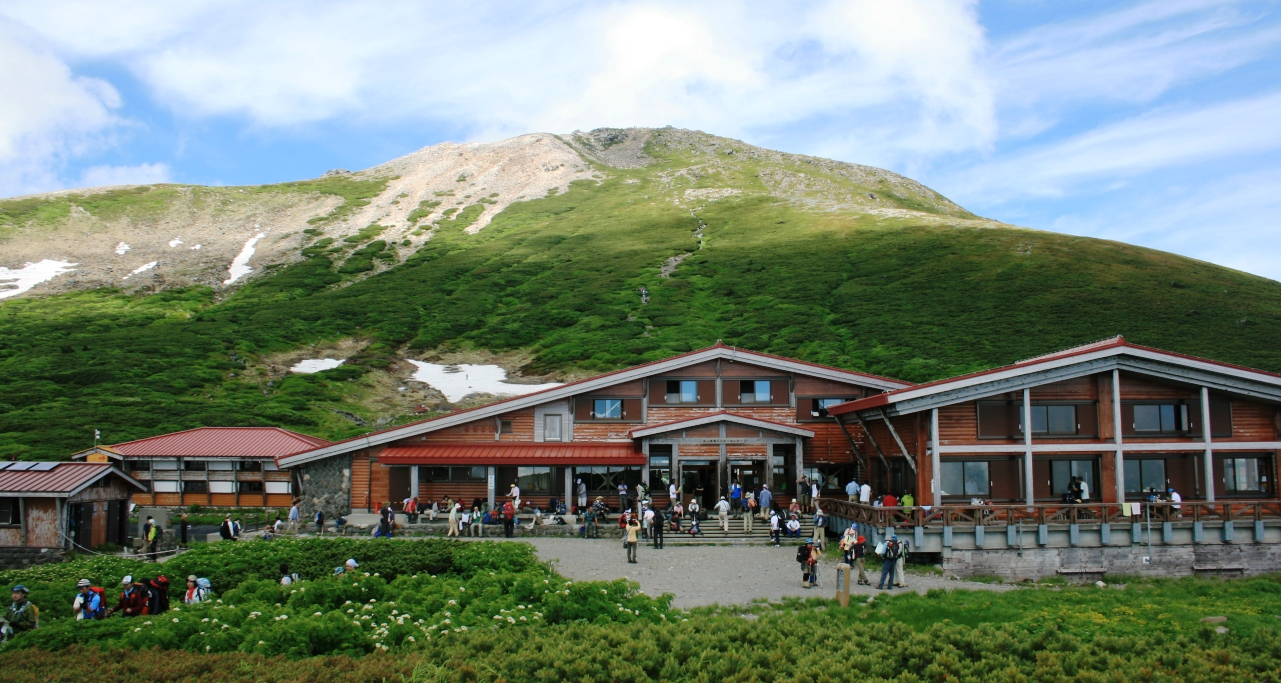
登山者で賑わう白山室堂

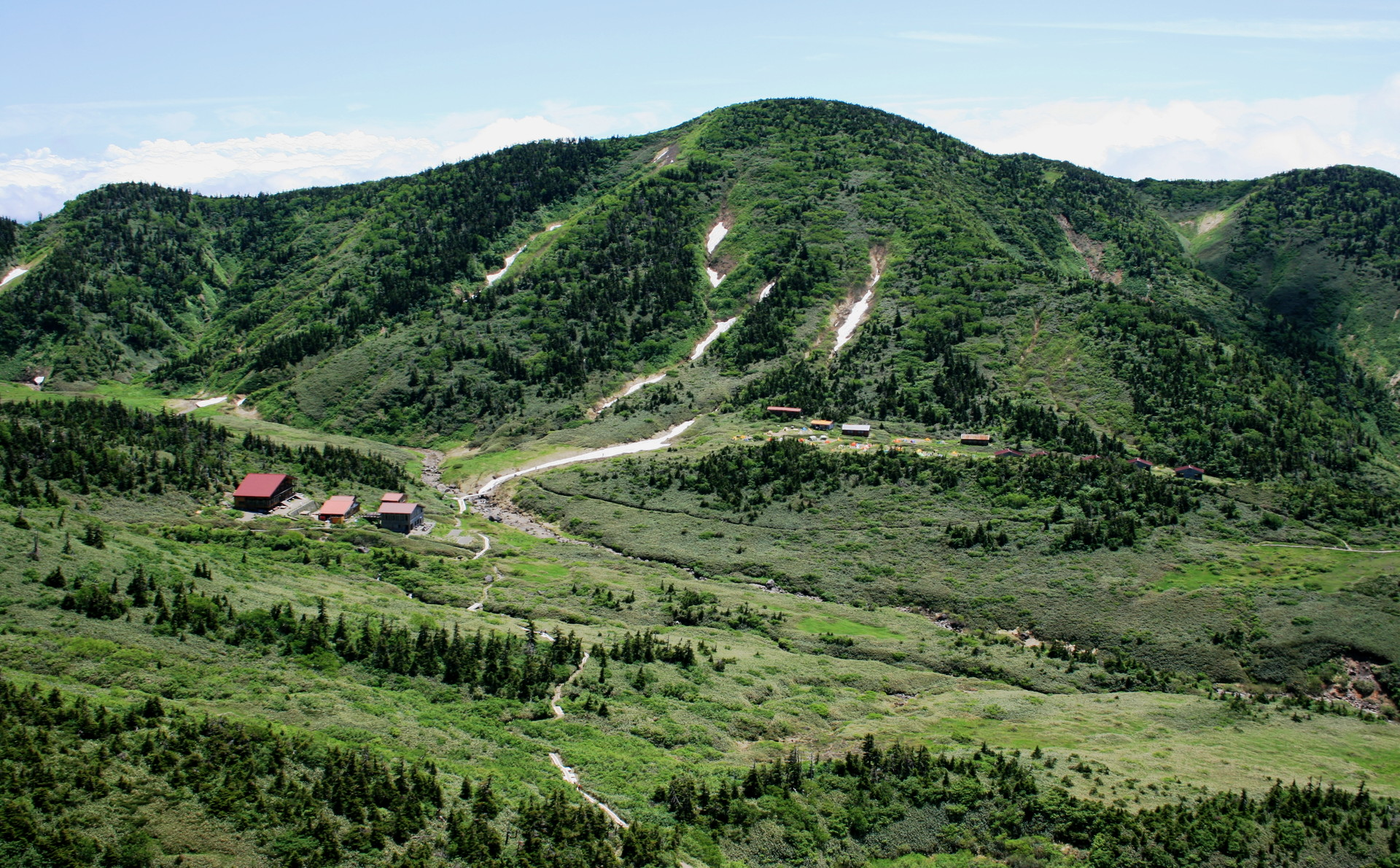
南竜山荘とキャンプ指定地

### 避難小屋

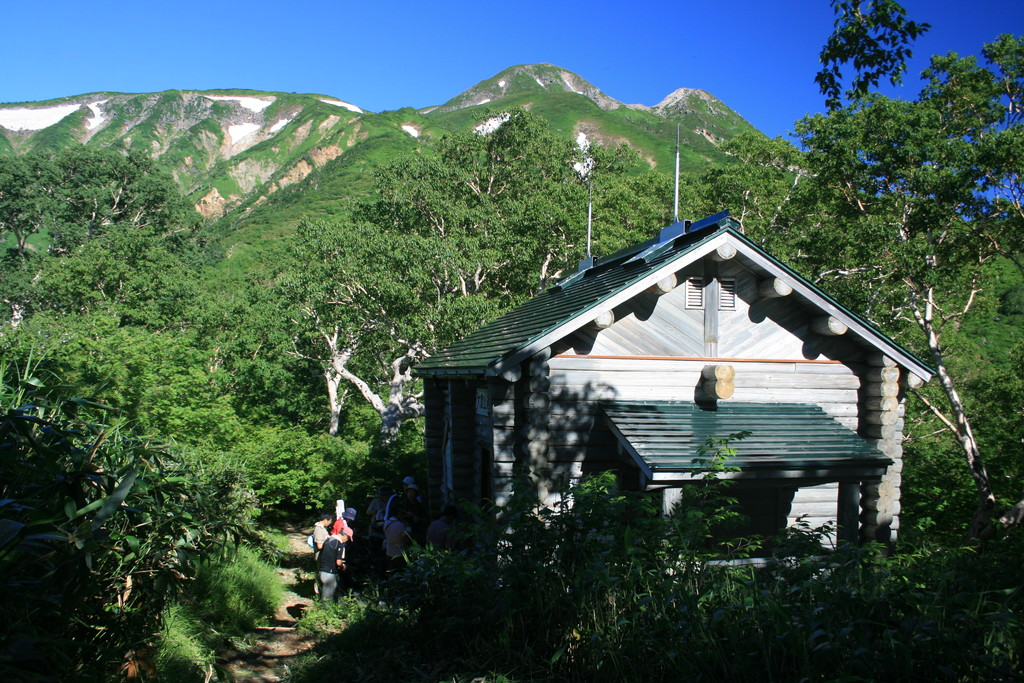
白山と大倉山避難小屋

### 周辺の主な山

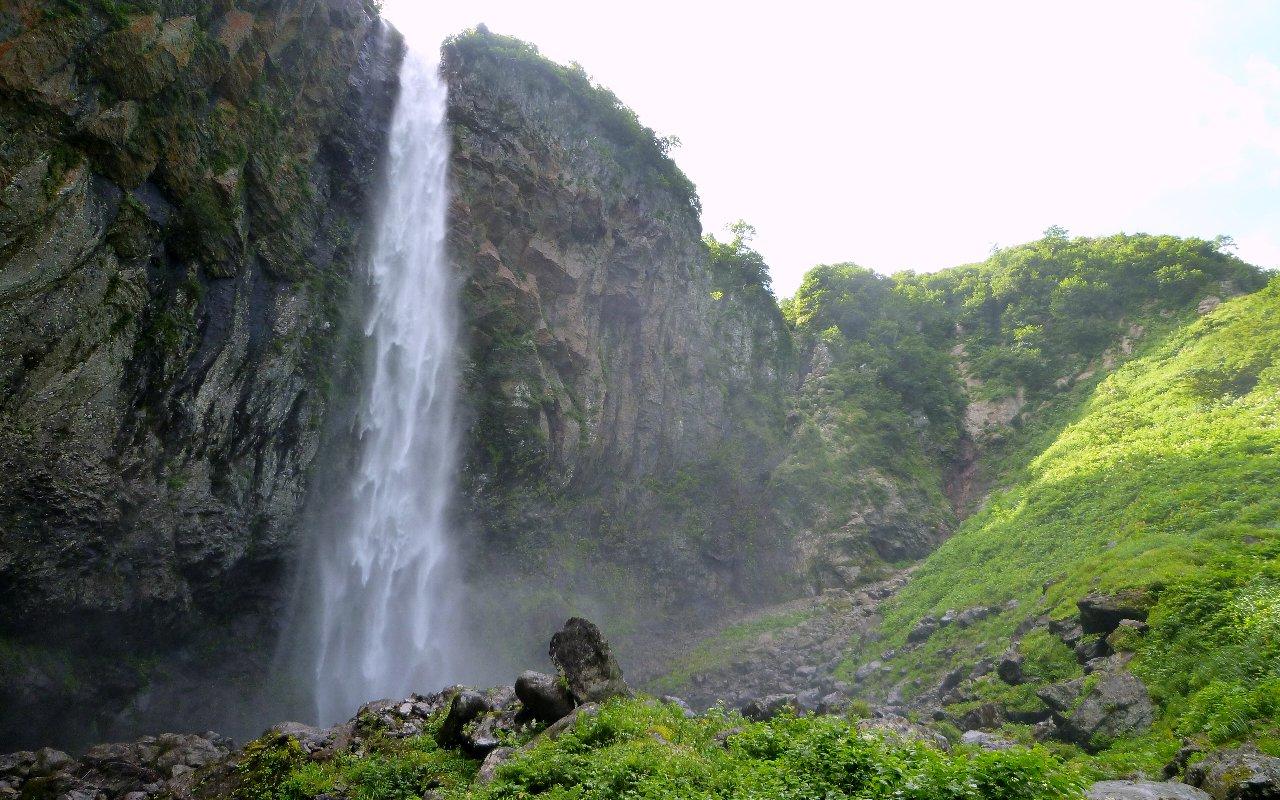
手取川水系の尾添川上流部の百四丈滝

### アクセス

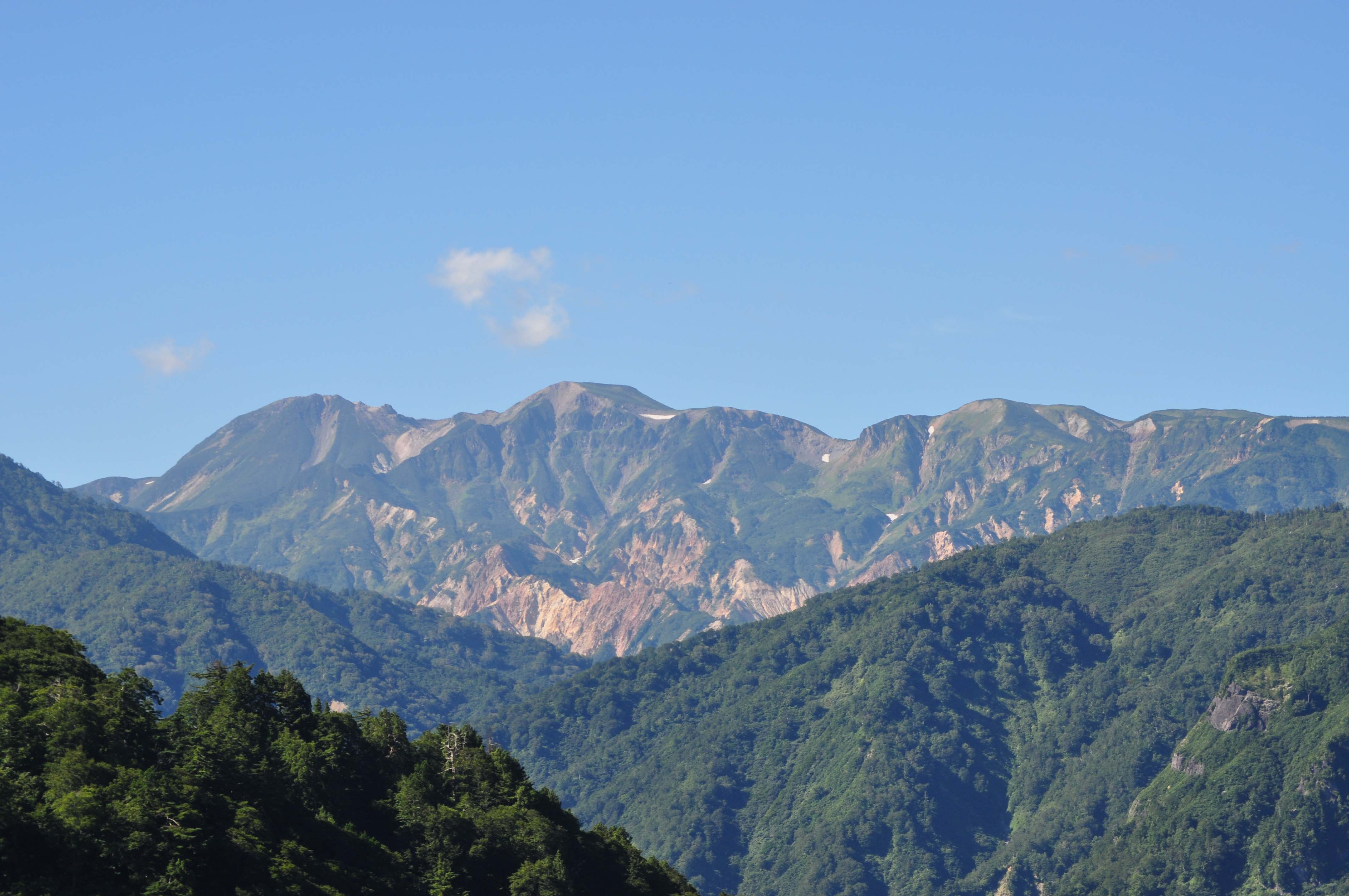
白山白川郷ホワイトロードから望む白山

## 白山の風景

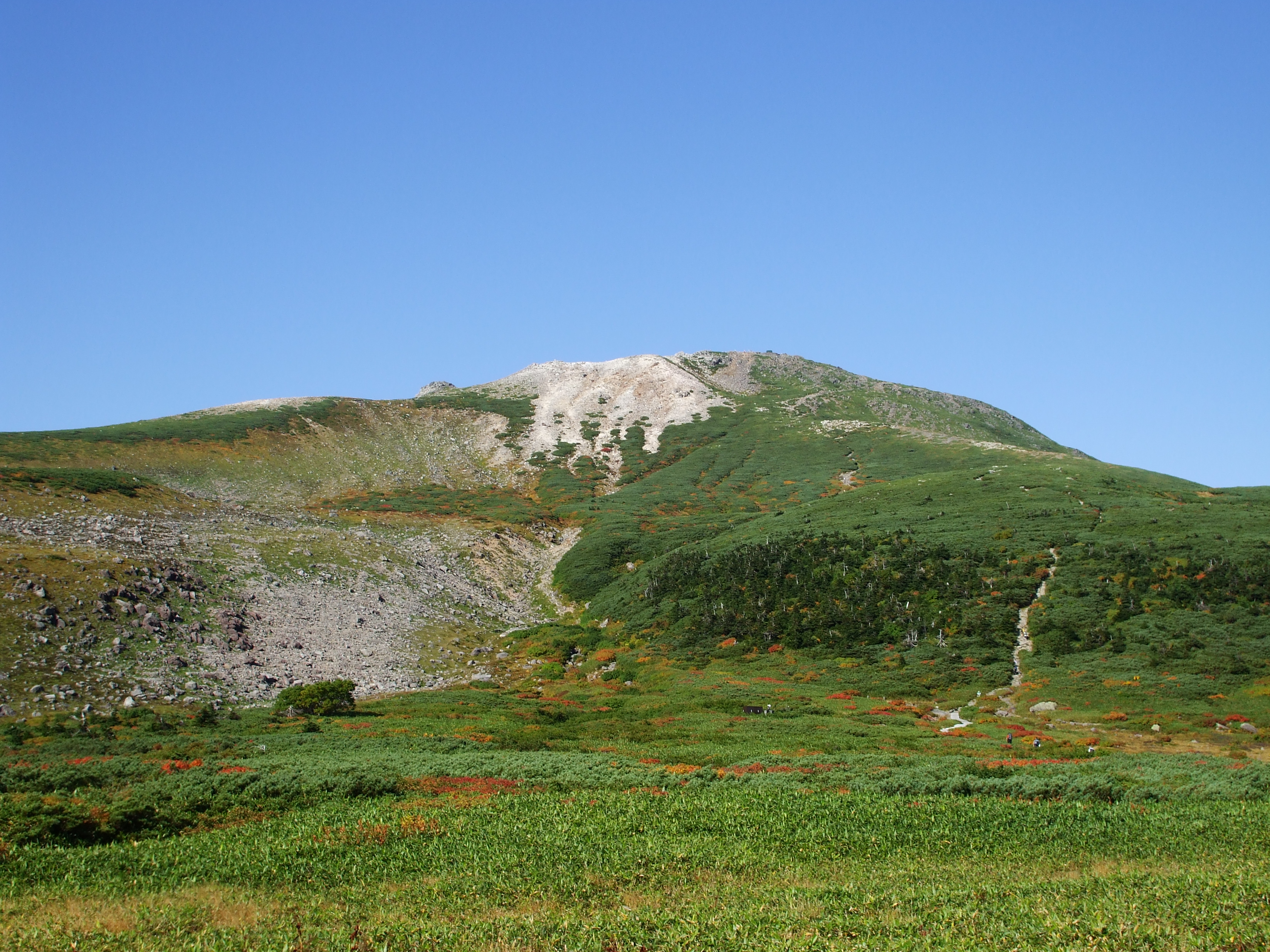
室堂から望む白山（御前峰）
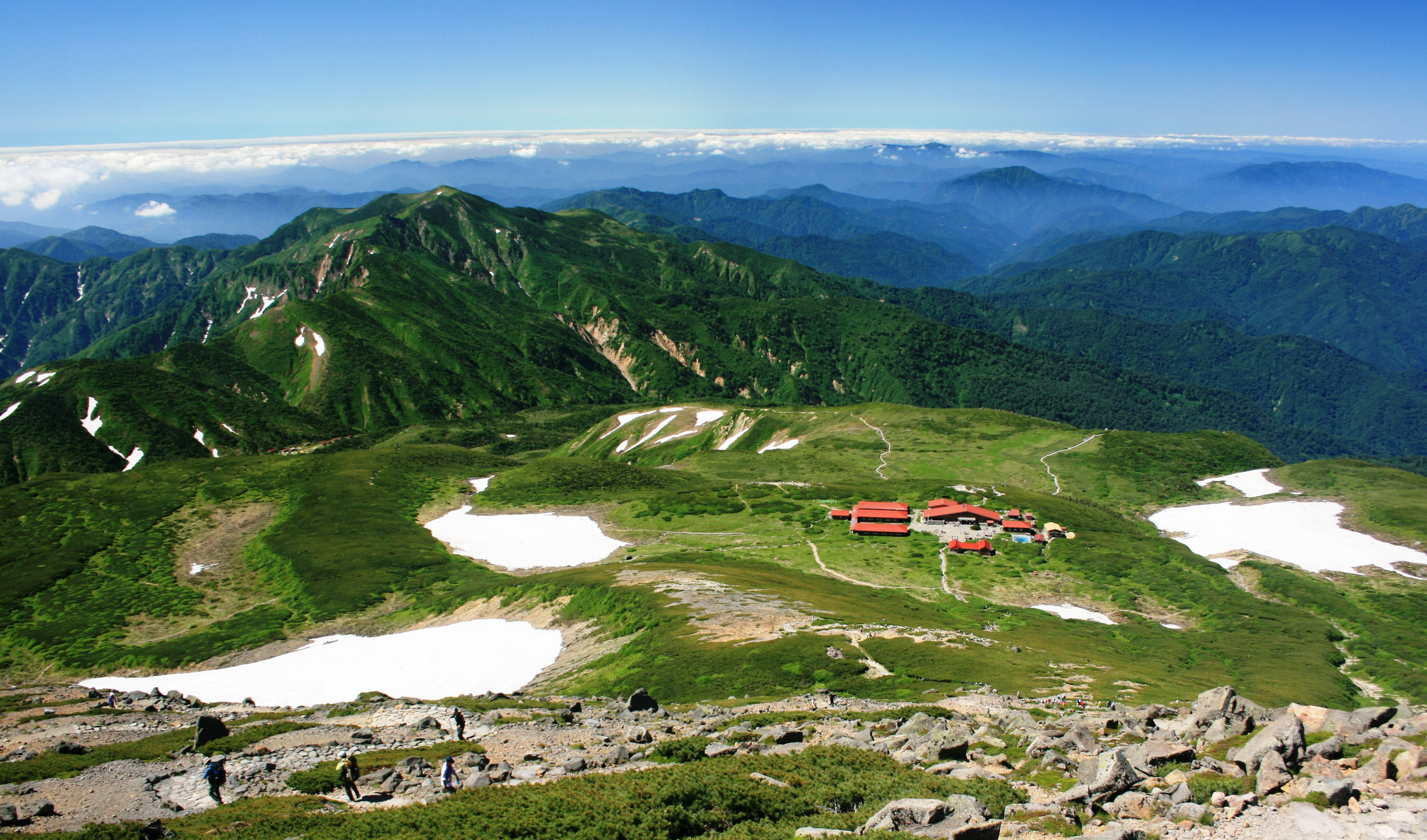
室堂と別山
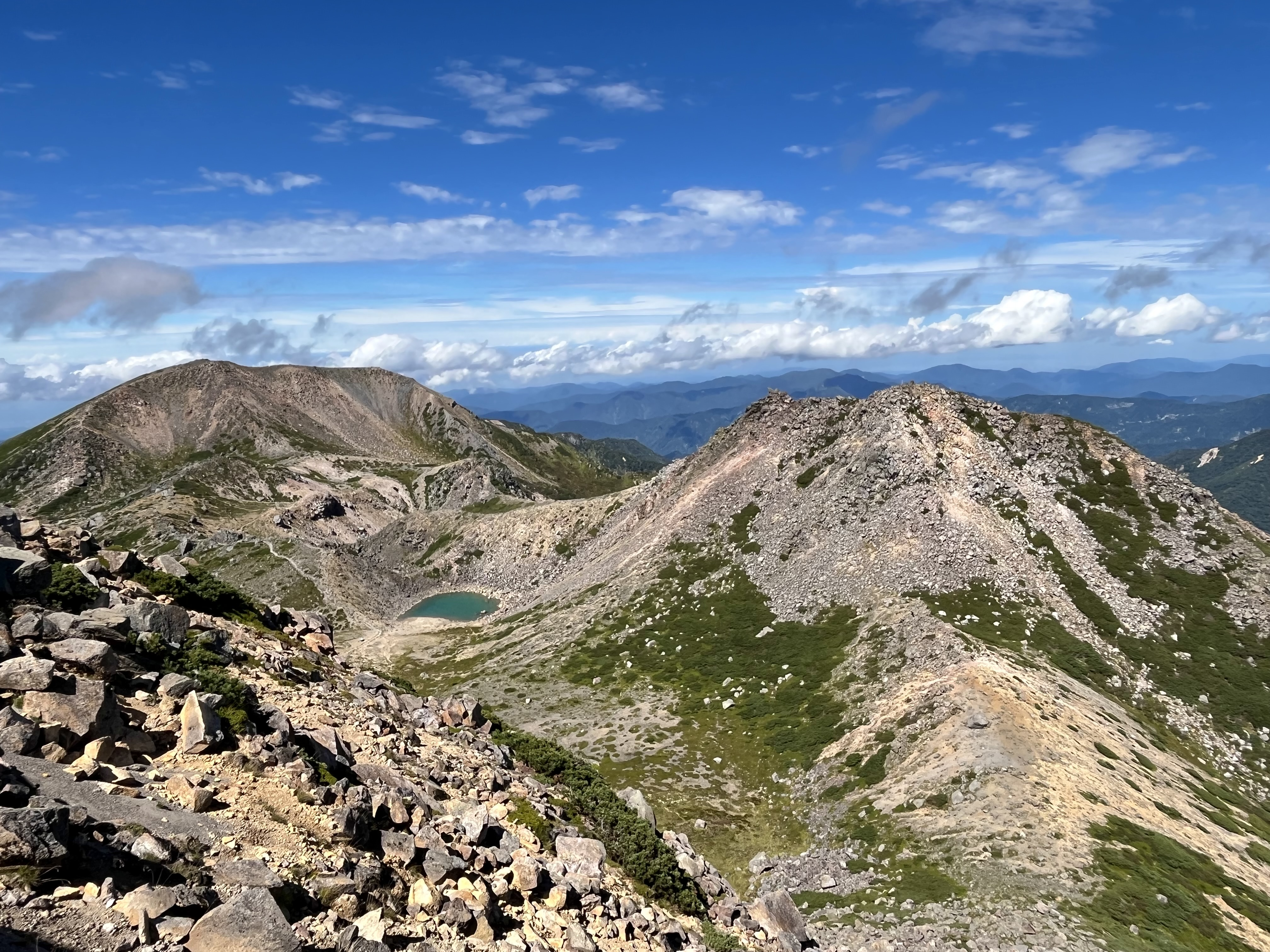
御前峰から望む大汝峰と剣ヶ峰
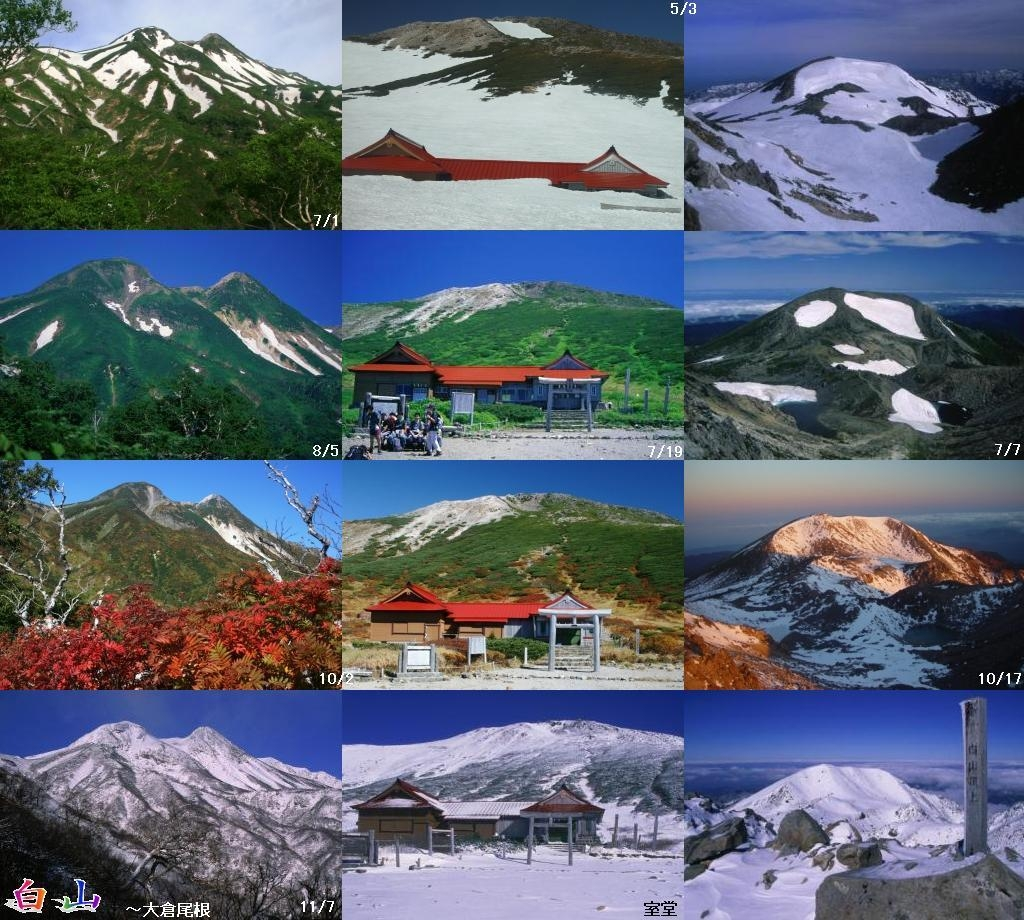
四季の風景
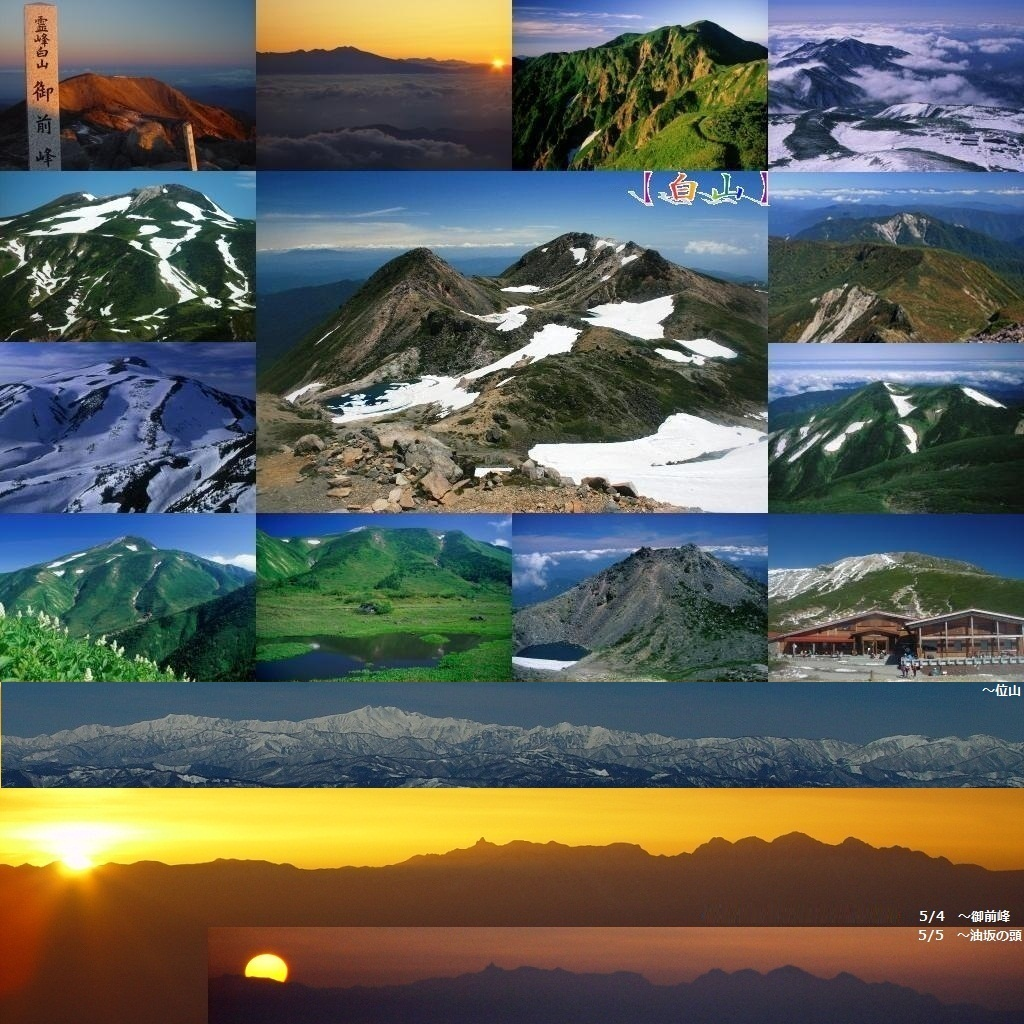
周辺からの風景
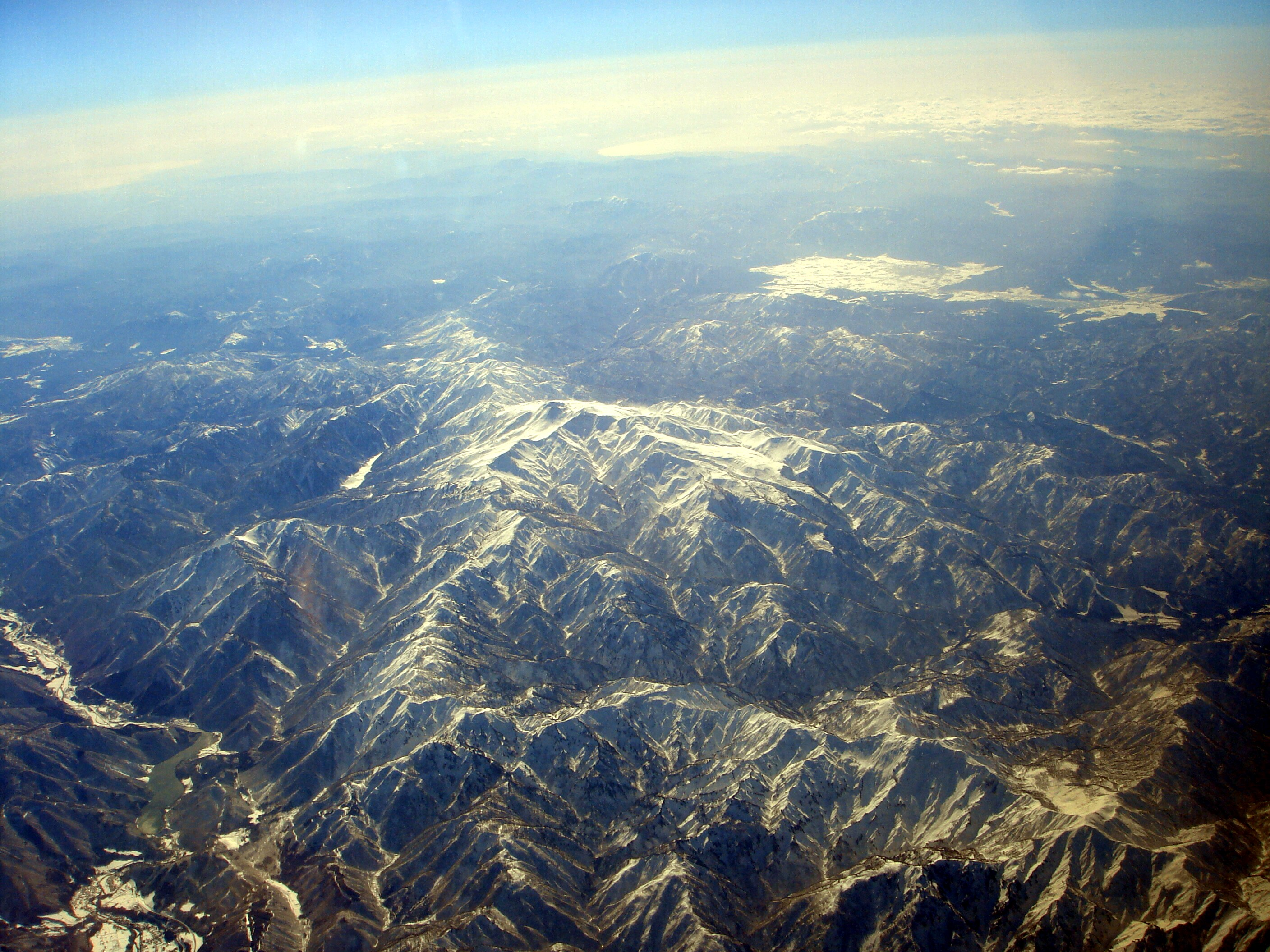
上空から望む両白山地
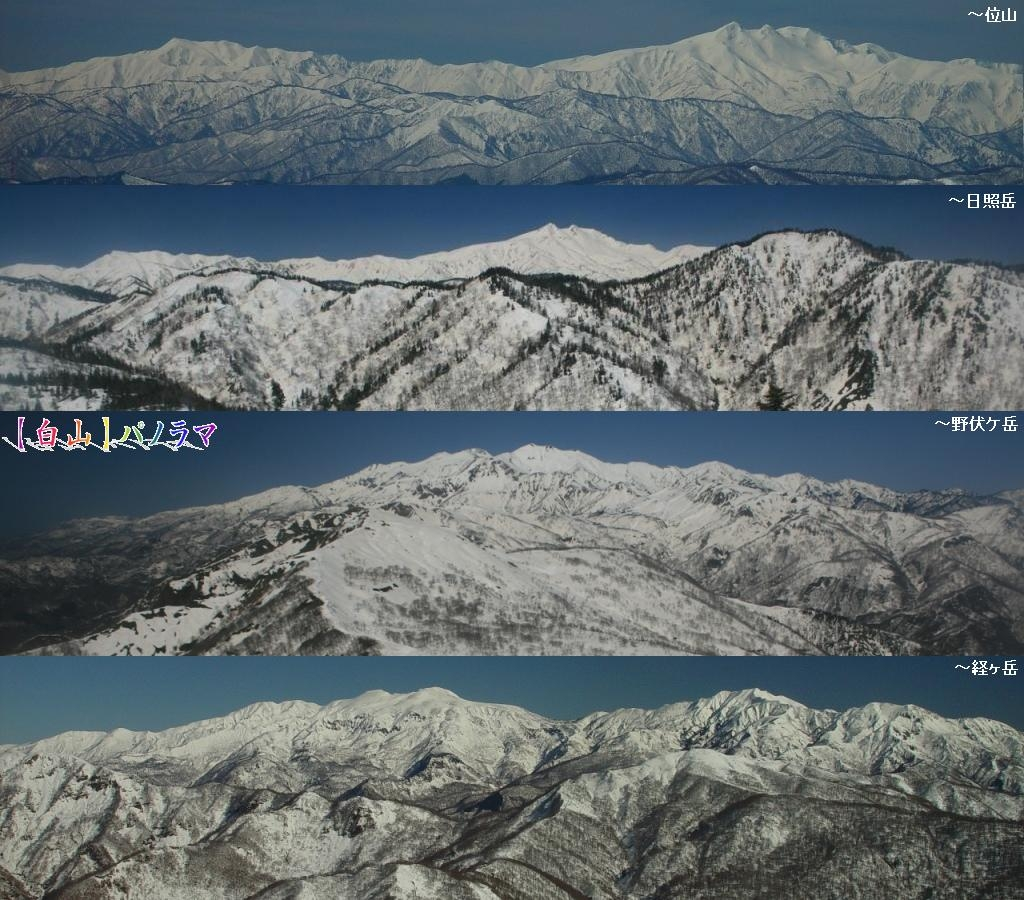
周辺から望む白山 上から、位山から、日照岳から、野伏ヶ岳から、経ヶ岳から望む
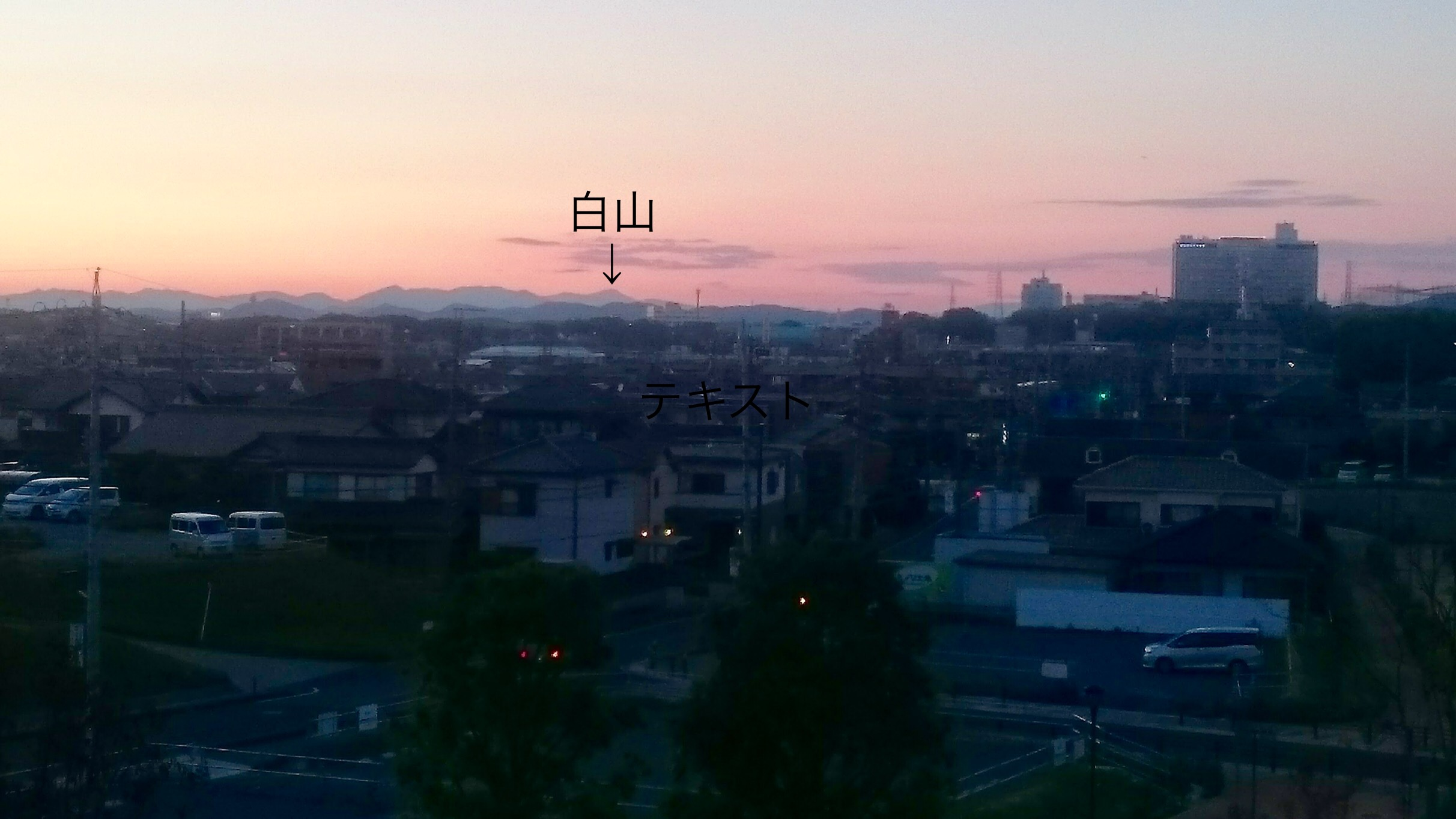
愛知県長久手市のイオンモール長久手から見た白山